# The Voidoids
I Voidoids, conosciuti anche come Richard Hell and The Voidoids, erano una punk rock band di New York attiva tra la fine degli anni settanta e l'inizio degli '80, capitanata da Richard Hell, ex componente dei The Neon Boys, dei Television e dei The Heartbreakers. In tempi diversi fecero parte della band anche l'influente chitarrista Robert Quine, l'ex chitarrista dei Contortions e dei Raybeats Jody Harris, il leader dei Golden Palominos Anton Fier, e quello che sarebbe poi diventato Marky Ramone, Marc Bell.
Il loro album di debutto Blank Generation del 1977 è considerato tra i migliori album usciti nella prima ondata punk rock.

## Formazione
- Richard Hell - voce, basso
- Robert Quine - chitarra
- Fred Maher - batteria

### Ex componenti
- Ivan Julian - chitarra
- Marc Bell (Marky Ramone) - batteria

## Discografia

### Album in studio
- 1977 - Blank Generation
- 1982 - Destiny Street

### Album dal vivo
- 1989 - Funhunt: Live at the CBGB's & Max's

### Singoli
- 1976 - Another World
- 1977 - Blank Generation
- 1979 - The Kid with the Replaceable Head